# Dasophrys brevistylus
Dasophrys brevistylus là một loài ruồi trong họ Asilidae. Dasophrys brevistylus được Londt miêu tả năm 1981. Loài này phân bố ở vùng nhiệt đới châu Phi.